# آندژی زاوادا
آندژی زاوادا (لهستانی: Andrzej Zawada؛ ۱۶ ژوئیه ۱۹۲۸ – ۲۱ اوت ۲۰۰۰) کوهنورد نامدار اهل لهستان و یکی از پیشگامان هیمالیانوردی بود. وی دانش‌آموختهٔ رشته‌های فیزیک و جغرافیا بود و مدرک مهندسی لرزه‌شناسی داشت. عبارتی مشهور از او نقل شده‌است که می‌گوید: 
به من بگو در زمستان در کوه‌های تاترا چه کردی، تا من به تو بگویم چه‌جور کوهنوردی هستی.
از فیلم‌هایی که وی در آن‌ها نقش داشته است، می‌توان به کوه‌ها در تاریکی و رو در رو اشاره نمود.

## گزیده‌ای از فعالیت‌ها و موفقیت‌های حرفه‌ای
- او در سال ۱۹۵۹ سرپرست گروه کوهنوردانی بود که ستیغ کوه‌های تاترا را در فصل زمستان طی ۱۹ روز کردند.
- در سال ۱۹۷۱ تیمی از کوهنوردان لهستانی به رهبری او برای نخستین بار کنیانگ چهیش (۷٬۸۵۲ متر) را در قره‌قروم صعود کردند.
- در سال ۱۹۷۳ زاوادا و تادئوش پیوتروفسکی برای نخستین بار صعودی زمستانی به قلهٔ نوشاخ (۷٬۴۹۲ متر) هندوکش انجام دادند که نخستین صعود زمستانی به یک قلهٔ بالای ۷٬۰۰۰ محسوب می‌شد.
- در ۲۵ دسامبر ۱۹۷۴ وی و زیگمونت آندژی هاینریش برای نخستین بار در جهان، صعودی زمستانی به قله‌ای بالای ۸٬۰۰۰ انجام داند و موفق به فتح لهوتسه (۸٬۲۵۰ متر) در این فصل شدند.
- در سال ۱۹۷۷ زاوادا اولین عبور از دیواره شمالی ۱۶۰۰ متری «کوه مانداراس» (۶٬۶۳۱ متر) را انجام داد.
- در فوریهٔ ۱۹۸۰ کریستف ویلیچکی و لِشِک چیخی برای نخستین بار موفق به فتح زمستانی کوه اورست شدند. زاوادا سرپرست و رهبر این تیم کوهنوردی بود. این صعود، نخستین فتح زمستانی یکی از هشت‌هزارمتری‌ها بود.
- در مه ۱۹۸۰ زاوادا یک گروه اعزامی به اورست را با آندژی چوک و یژی کوکوچکا رهبری کرد و از مسیر جدیدی صعود کردند.[۱]
- در فوریه ۱۹۸۵ ماچئی بربکا و ماچئی پاولیکوفسکی اولین صعود زمستانی چو ایو را انجام دادند (این تنها صعود زمستانی روی یکی از هشت‌هزارمتری‌ها است که از یک مسیر جدید انجام شد). زاوادا هدایت این گروه کوهنوردی را بر عهده داشت.
- در ۳۱ دسامبر ۱۹۸۸ کریستف ویلیچکی نخستین صعود زمستانی خود به لهوتسه را انجام داد. زاوادا رهبری تیم کوهنوردی را بر عهده داشت.